# Hans Görnert
Hans Görnert (* 3. Mai 1934 in Wetzlar; † 26. März 2021 in Berlin) war ein deutscher Jurist und Politiker (CDU). Er war von 1977 bis 1979 Oberbürgermeister der Stadt Lahn und nach deren Auflösung 1979 bis 1985 Oberbürgermeister der Stadt Gießen.

## Leben
Der Sohn des Ingenieurs Paul Görnert und der Luise Görnert, geborene Theiss, besuchte die Goetheschule Wetzlar, an der er das Abitur ablegte. Im Anschluss nahm er ein Studium der Rechtswissenschaft an den Universitäten in Heidelberg und Marburg auf, das er mit dem Ersten Staatsexamen abschloss. Er war Mitglied der Studentenverbindung Corps Suevia Heidelberg. Nach dem juristischen Vorbereitungsdienst und dem Ablegen des Zweiten Staatsexamens 1959 trat er in den Justizdienst ein und war bis 1977 als Richter tätig, zuletzt als Landgerichtsdirektor am Landgericht Gießen. Später wirkte er als Rechtsanwalt in Gießen und Gotha.
In den 1970er Jahren wurde in Hessen sukzessiv eine Gebietsreform durchgeführt, in deren Verlauf zum 1. Januar 1977, neben den bereits bestehenden Oberzentren Kassel und Frankfurt am Main,  die Großgemeinde Stadt Lahn aus den zuvor selbständigen Gemeinden Gießen und Wetzlar sowie aus weiteren Kleingemeinden gebildet wurde. Obwohl die Planung und Realisation der neuen Stadt insbesondere auf Betreiben der SPD und auf Initiative des Ministerpräsidenten Albert Osswald durchgeführt worden war, schnitt die SPD bei den Kommunalwahlen in Hessen 1977 schlechter ab als bei der vorherigen Kommunalwahl 1972. Die CDU stand hingegen einigen Zusammenschlüssen ablehnend gegenüber; sie profitierte von der Wählerwanderung, erzielte einen Wahlerfolg und erlangte zahlreiche zusätzliche Sitze in den Gemeindevertretungen und Stadtverordnetenversammlungen Hessens. Auch der Magistrat der etwa 156.000 Einwohner umfassenden Stadt Lahn wurde nach dem Kommunalwahlerfolg vornehmlich von Politikern der CDU besetzt; Wilhelm Runtsch (CDU) wurde Oberbürgermeister und Görnert Erster Bürgermeister. Nach dem Tode Runtschs übernahm Görnert das Oberbürgermeisteramt, das er bis zur Auflösung der Stadt Lahn, die insbesondere nach Bürgerprotesten in Wetzlar am 31. Juli 1979 vollzogen wurde, innehatte.
Im Anschluss war Görnert von 1979 bis 1985 Oberbürgermeister der nunmehr wieder unabhängigen Stadt Gießen. In seine Amtszeit fielen die Abschlüsse der Städtepartnerschaften Gießens mit Netanja im Sommer 1978 und Waterloo (Iowa) Ende 1980.
Zu seinem 75. Geburtstag bezeichnete Görnert die Stadt Lahn als am „Reißbrett“ entworfen und als „Kopfgeburt“ der damals regierenden SPD in Hessen. Dass er als Politiker der CDU, die den Zusammenschluss vehement ablehnte, das Oberbürgermeisteramt bekleidete, nannte er „etwas schizophren“. Paradoxerweise entsprang der Plan einer Großstadt an der Lahn, laut Bericht der Wetzlarer Stadtarchivarin Irene Jung, bereits aus dem Jahre 1968 von Wilhelm Runtsch.
Hans Görnert war in zweiter Ehe mit Sibylle, geborene Gerhardt, verheiratet und lebte in Berlin. Aus erster Ehe stammen zwei Töchter und ein Sohn.